# Franz Romeikat
Franz Romeikat (Iwenberg (Oost-Pruisen), 7 oktober 1904 - ?) was een Duitse SS-Unterscharführer (sergeant) en lid van de staf in concentratiekamp Auschwitz.  
Van beroep was hij horlogemaker. Op 6 maart 1933 meldde Romeikat zich aan als lid van de NSDAP. Toen in 1940 de Waffen-SS flink werd uitgebreid, werd ook Romeikat opgenomen in het eliteleger van de SS. In februari 1941 werd Romeikat overgeplaatst naar concentratiekamp Auschwitz. Aanvankelijk werkte hij daar op de kledingafdeling. Op deze afdeling bleef hij tot november 1942 werken, waarna hij werd overgeplaatst naar de afdeling administratie. Romeikat stond bekend om zijn wrede gedrag tegen gevangenen. Tevens hield hij zich vaak bezig met het plunderen van de bezittingen van de vergaste mensen. 
Na de oorlog werd Romeikat gearresteerd en tijdens het eerste Auschwitzproces schuldig bevonden. Hij werd veroordeeld tot 15 jaar gevangenisstraf. Door een amnestie kwam hij in de jaren vijftig al vrij. Zijn lot is verder onbekend.